# Can Vidal (Santa Margarida de Montbui)
Can Vidal és una masia de Santa Margarida de Montbui (Anoia) inclosa a l'Inventari del Patrimoni Arquitectònic de Catalunya.

## Descripció
La construcció inclou edificacions de diferents èpoques. L'edifici principal queda tancat dins d'un pati que també inclou la capella de Sant Jaume. A la porta que tanca el pati hi ha la inscripció del 1783. L'edificació original és la que queda fora del tancat i al seu interior s'hi conserven voltes de pedra. També s'hi ha de destacar el ràfec. La capella és de planta quadrada amb volta de canó. A l'interior és pintada i al presbiteri s'hi veuen, per sota de la capa actual de pintura, parts d'una pintura decorativa. Hi ha també una ara de pedra. A la façana hi ha un campanar d'espadanya i una fornícula per la imatge del sant, ara guardada a l'interior de la capella.

## Història
La documentació més antiga és del 1346 quan es ven el terreny i la casa a Joan Vidal. Era la propietat més extensa del terme. Va ser ampliada en els segles xvi i xvii. El 1684, en un capbreu, Jaume Vidal i Roca dona compte de les seves possessions al procurador del comte de Plasència qui tingué el domini baronial des del segle xvi fins a 1750.
En els capbreus del 1520 i 1635 apareix amb el nom de mas Garrigosa, així com en els de 1727 i 1770.
El 1851 al termenament ja apareix amb el seu nom actual, Can Vidal. A la capella existeix un document del 1827 en el que el bisbe de Vic dona el permís perquè la capella sigui d'ús públic.